# Multicar
Multicar — єдина автомобільна компанія НДР, яка пережила всі потрясіння і залишилася незалежною після об'єднання Німеччини. Вона випускає легкі багатоцільові грузовички високої якості, які задовольняють строгим вимогам клієнтів. Колись моделі Multicar були добре відомі і в Радянському Союзі. У країні працювало кілька тисяч вертких універсальних машин Multicar-24 і Multicar-25 з різними надбудовами.

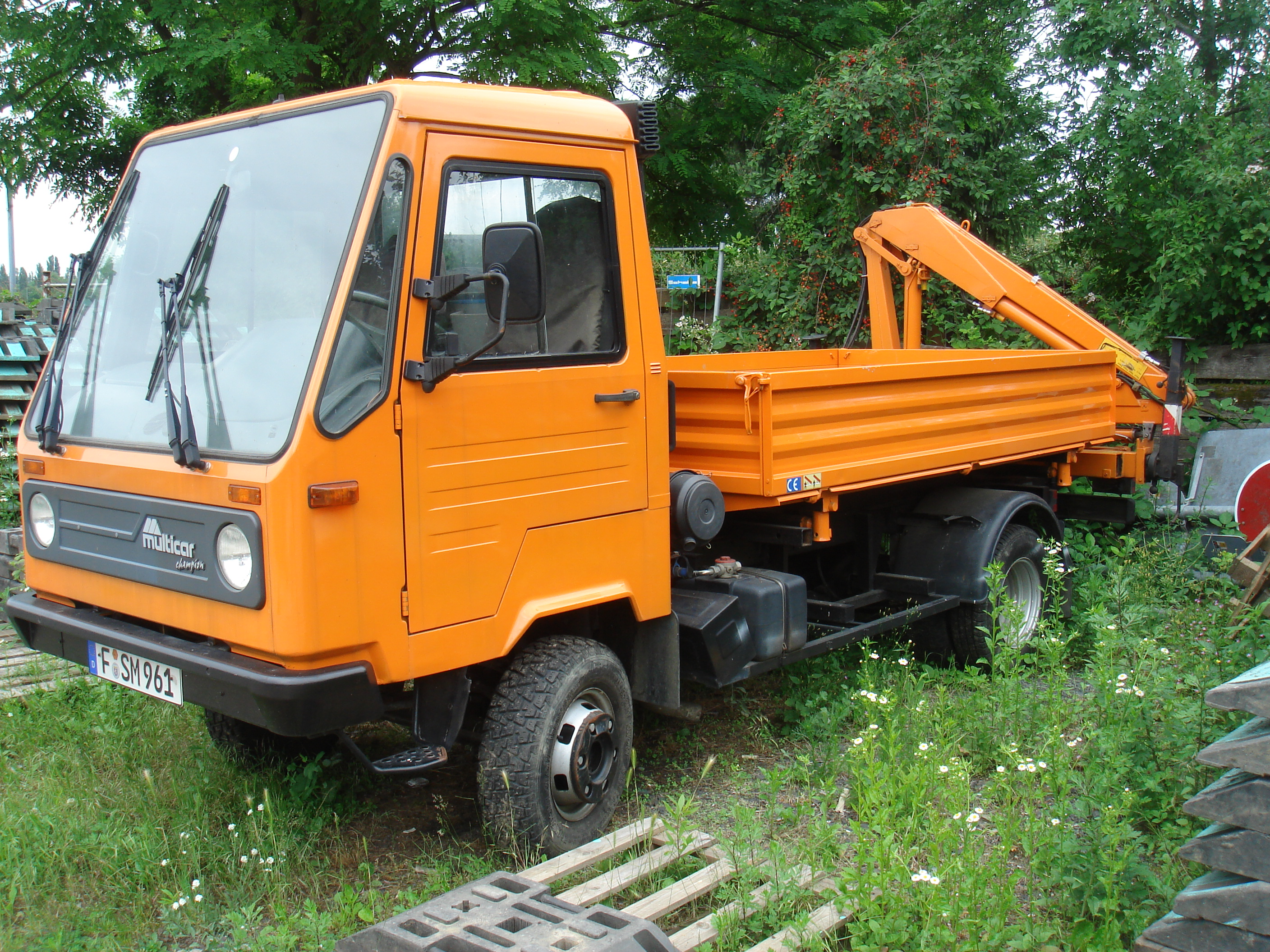
Multicar Champion

Компанія почала своє існування в 1920 році з механічної майстерні Артура АДЕ в місті Вальтерсхаузені спочатку займалося виробництвом сільськогосподарської техніки, причепів, причіпних (в тому числі буксирних) пристроїв і різних сполучних муфт. З 1956 року був налагоджений випуск дизельних вантажних автомобілів компактного класу, які з 1958 року носять запатентоване ім'я Multicar. Після возз'єднання Німеччини підприємство оперативно і в повному обсязі скористалося представленим шансом на кооперацію і інтеграцію з сектором автомобільної промисловості Західної Німеччини, що дозволило йому уникнути витрат перехідного періоду без істотних втрат.
У 1998 році контрольний пакет акцій "Multicar Spezialfahrzeuge GmbH" був переданий у власність компанії "Hako-Gruppe", яка таким чином стала основним засновником Тюрінгської фірми.
Сьогодні Multicar виробляє три сімейства моделей компактних і маневрених машин - М27, Fumo і Tremo з габаритної шириною від 1,32 до 1,62 м, які ідеально підходять для транспортування вантажів, а також обслуговування промислових виробництв, комунального, садово-паркового і сільського господарств , будівельних, дорожніх, висотних робіт і багато іншого.
Повний список змінних елементів для Multicar нараховує в цілому більше 100.

## Галерея

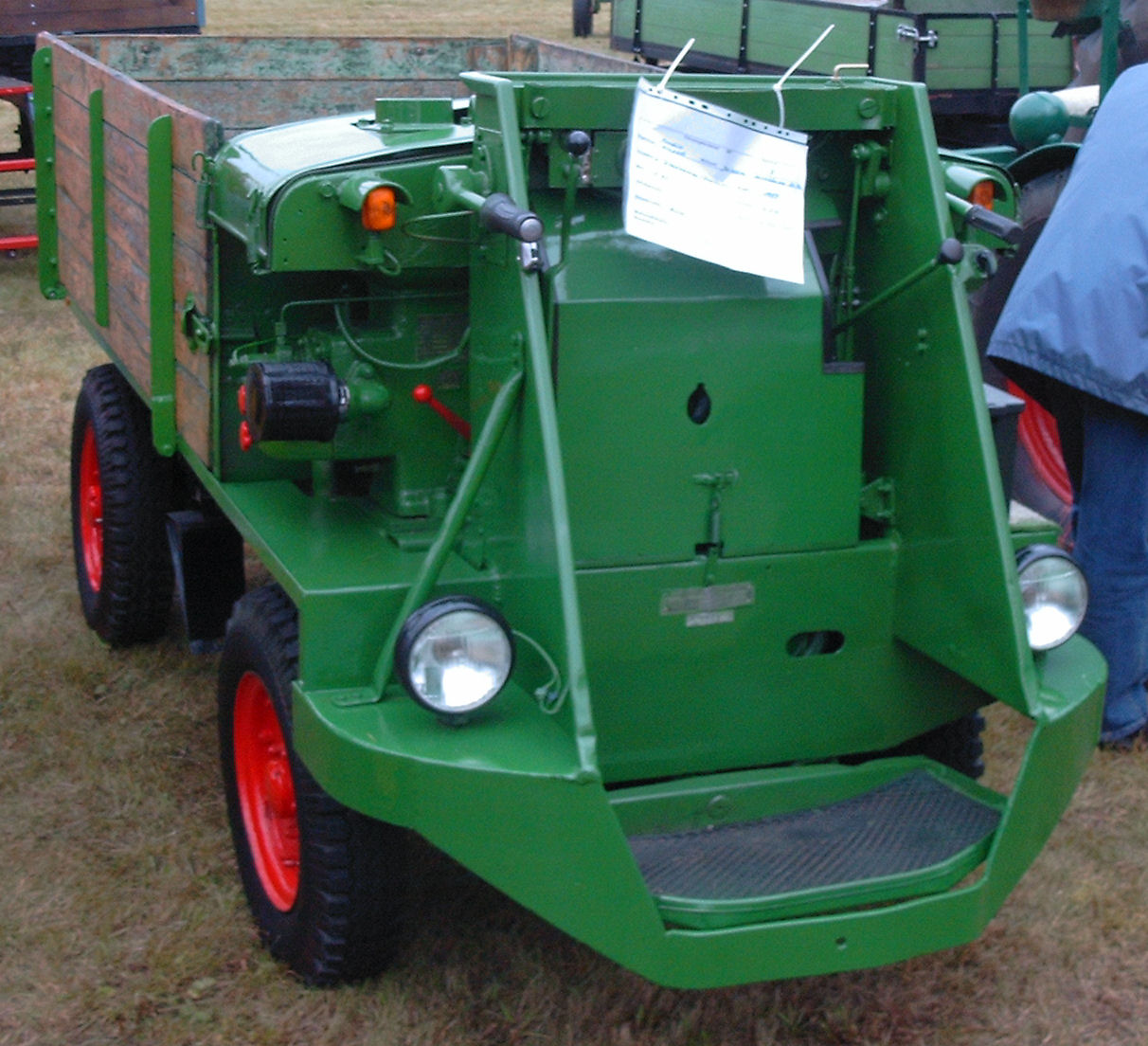
DK 3 (DK2003) (1956-1959)
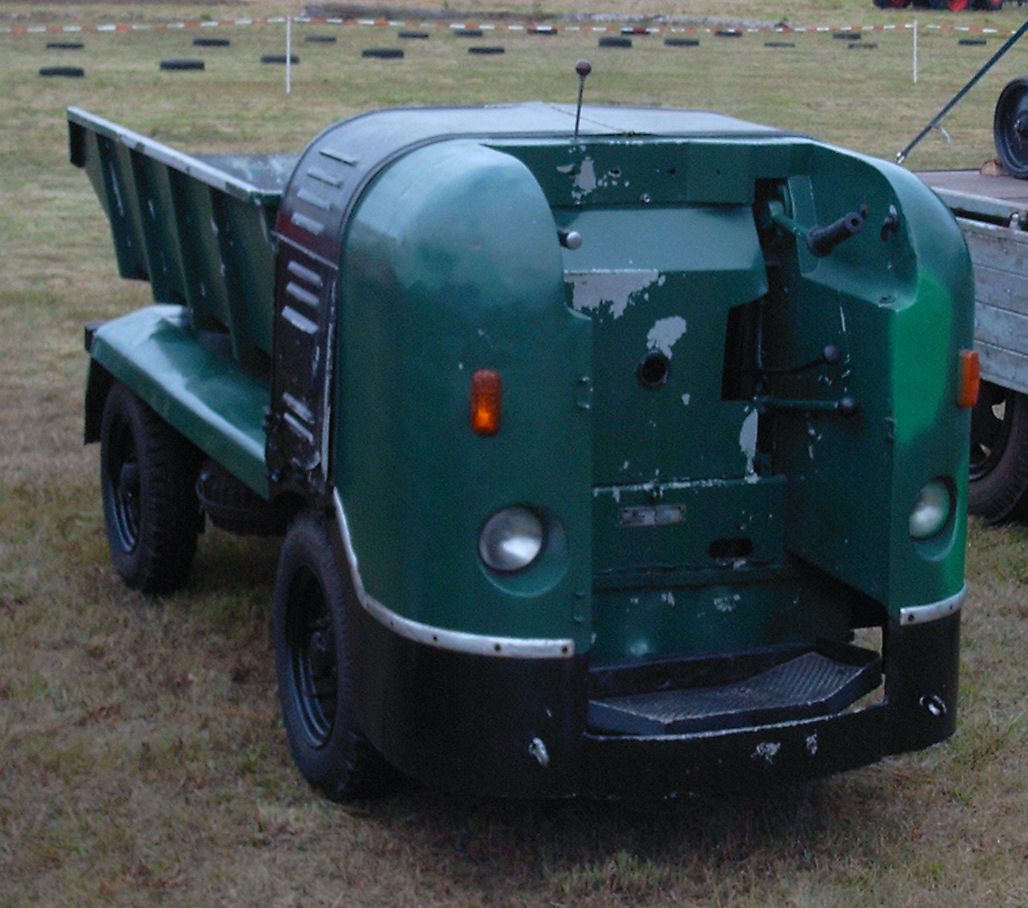
DK 4 (1956-1958)/Multicar M 21 (1958-1964)
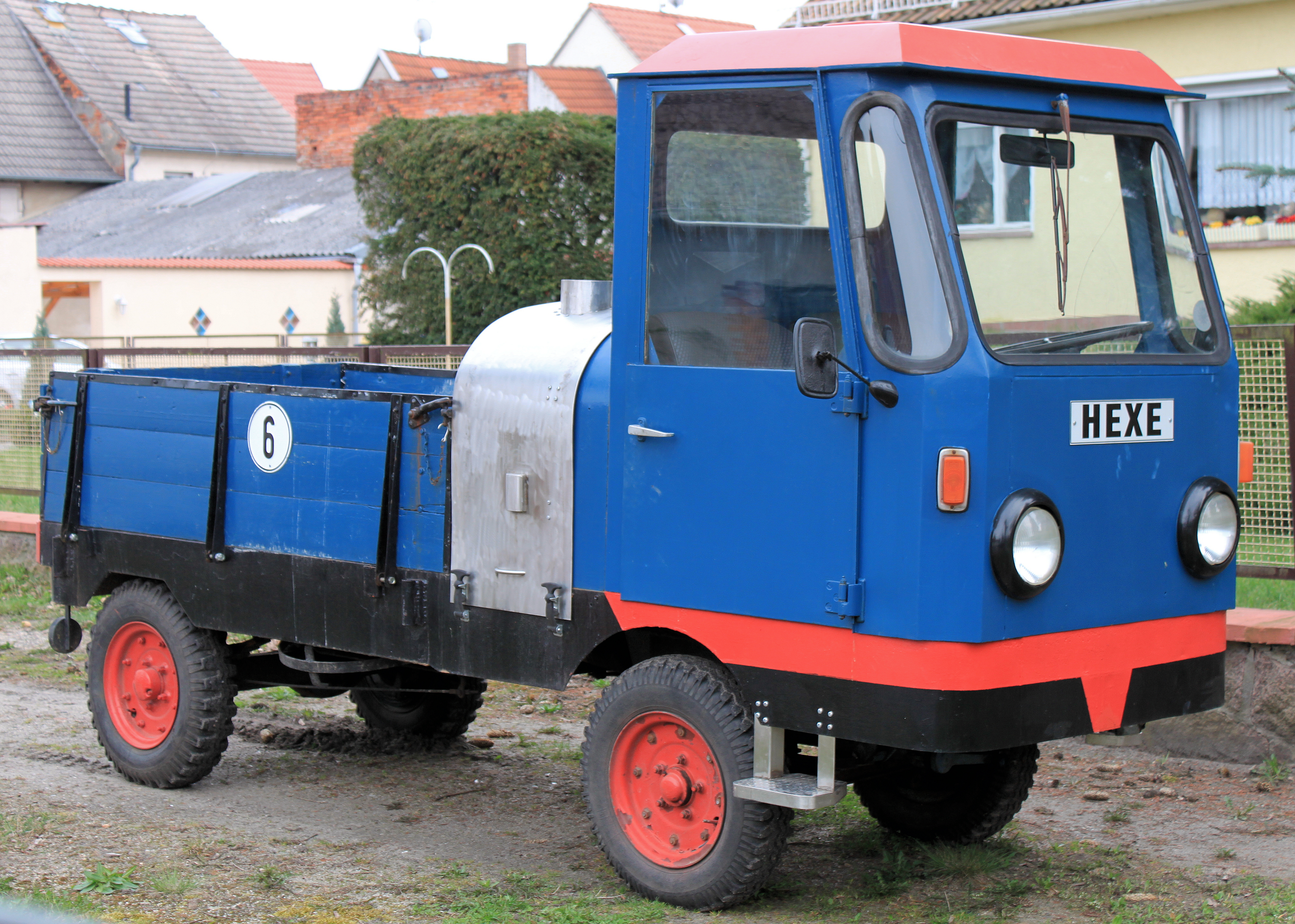
Mulicar Umbau M 21
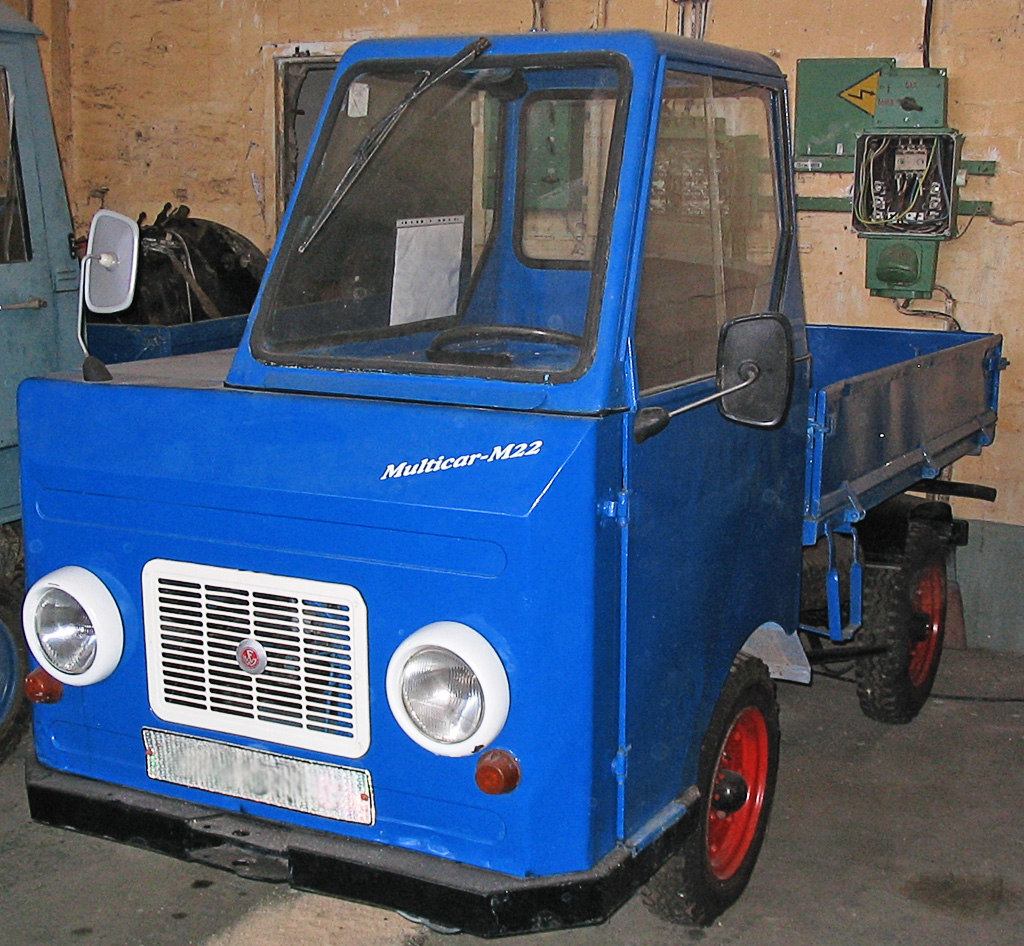
Multicar M 22 (1964-1974)
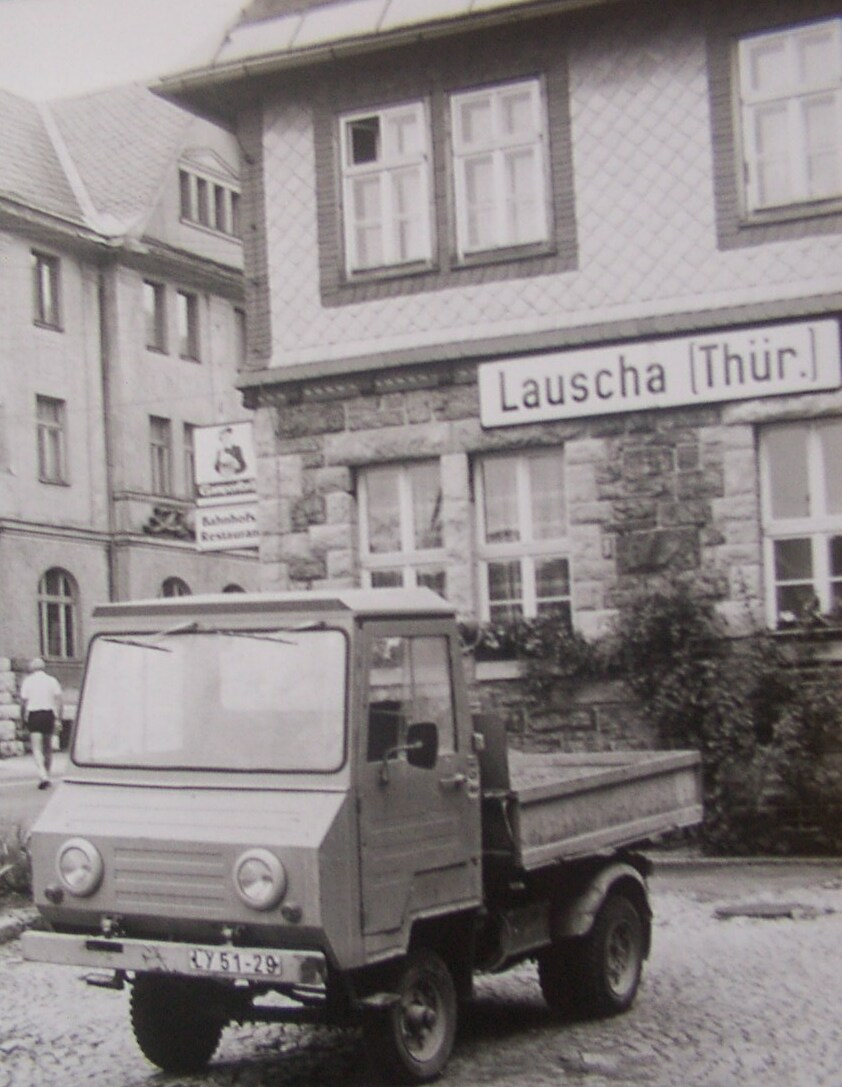
Multicar M 24 (1974-1978)
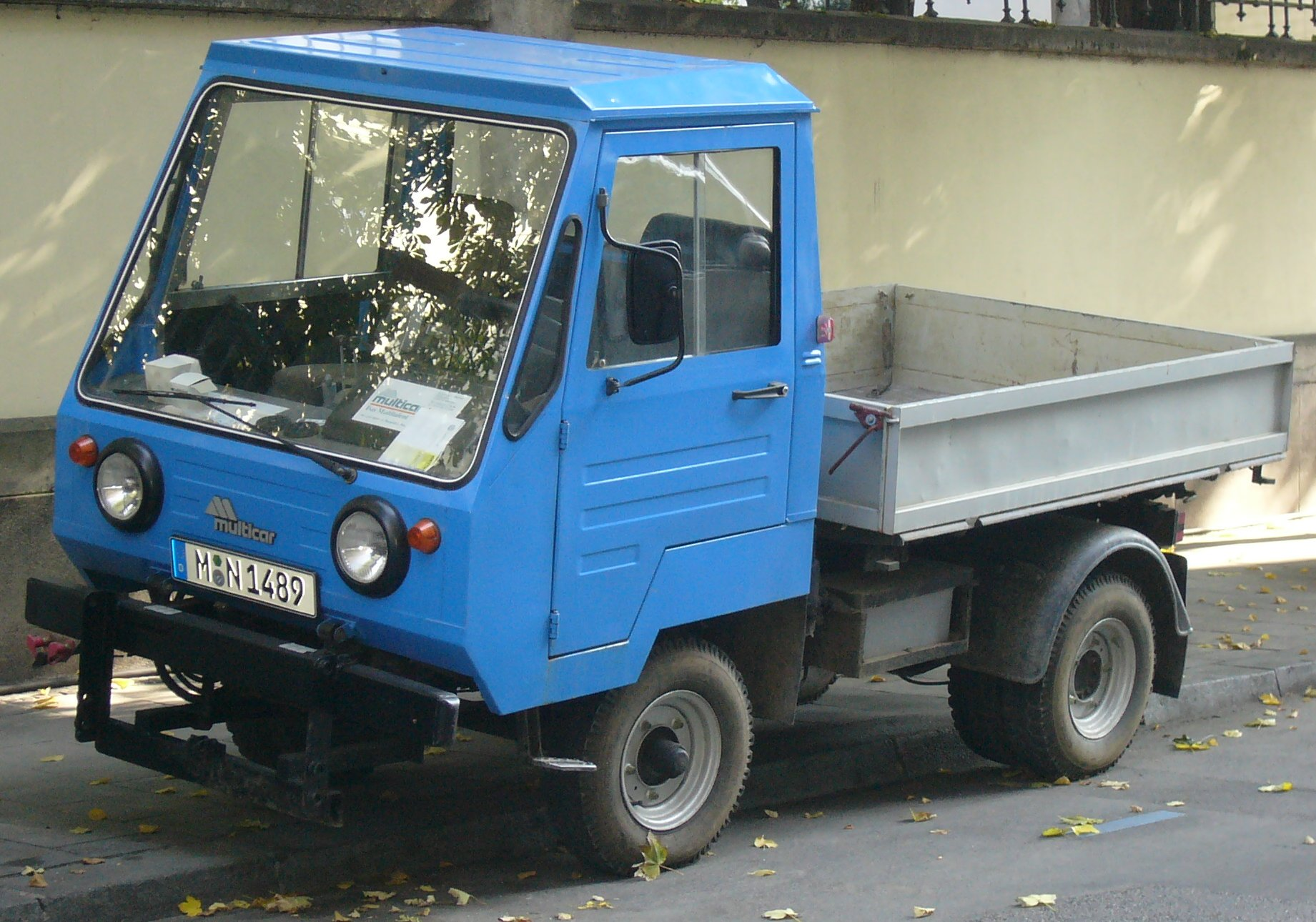
Multicar M 25 (1978-1992)
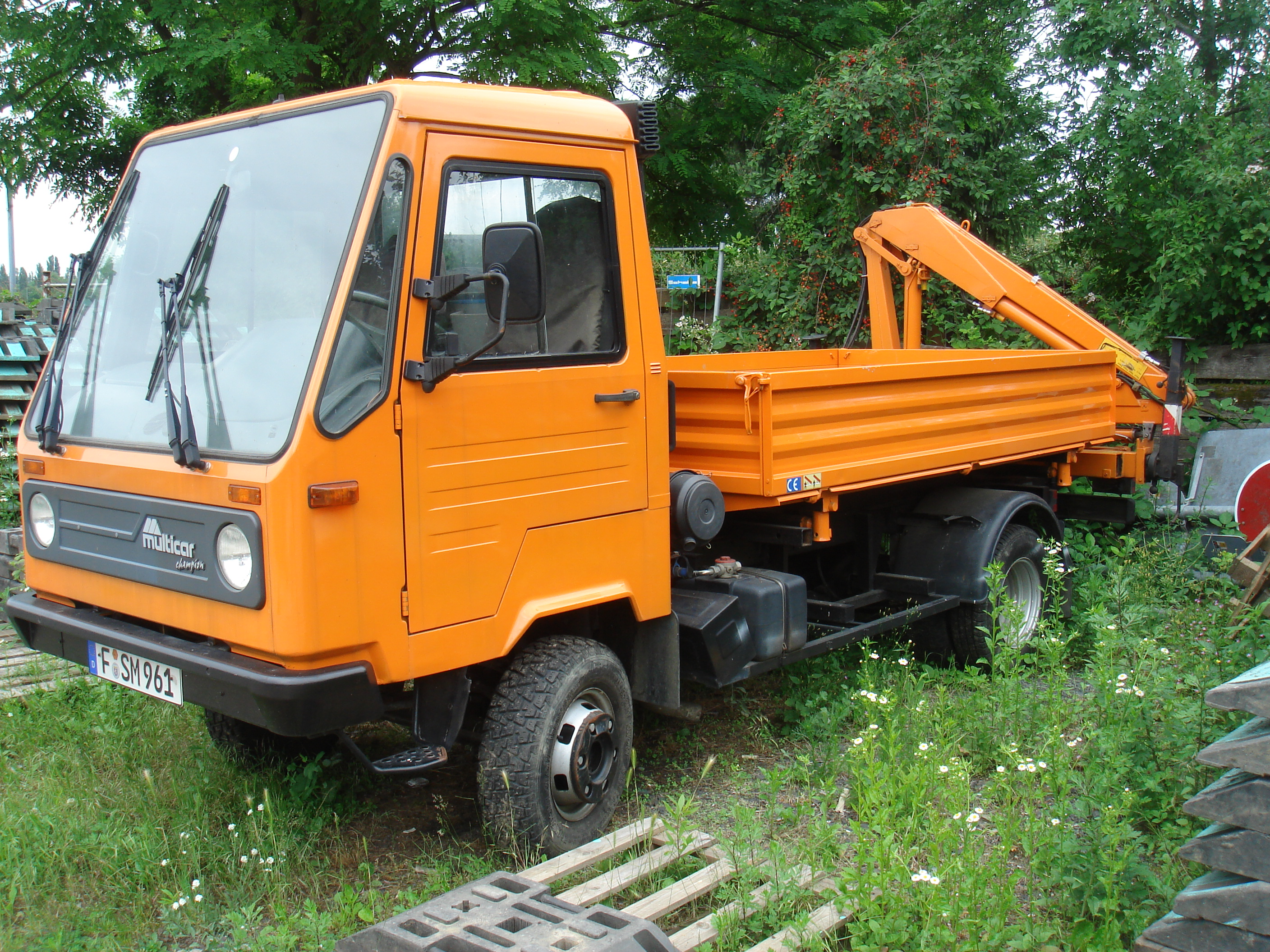
Multicar M 26 Champion (1991-2010)
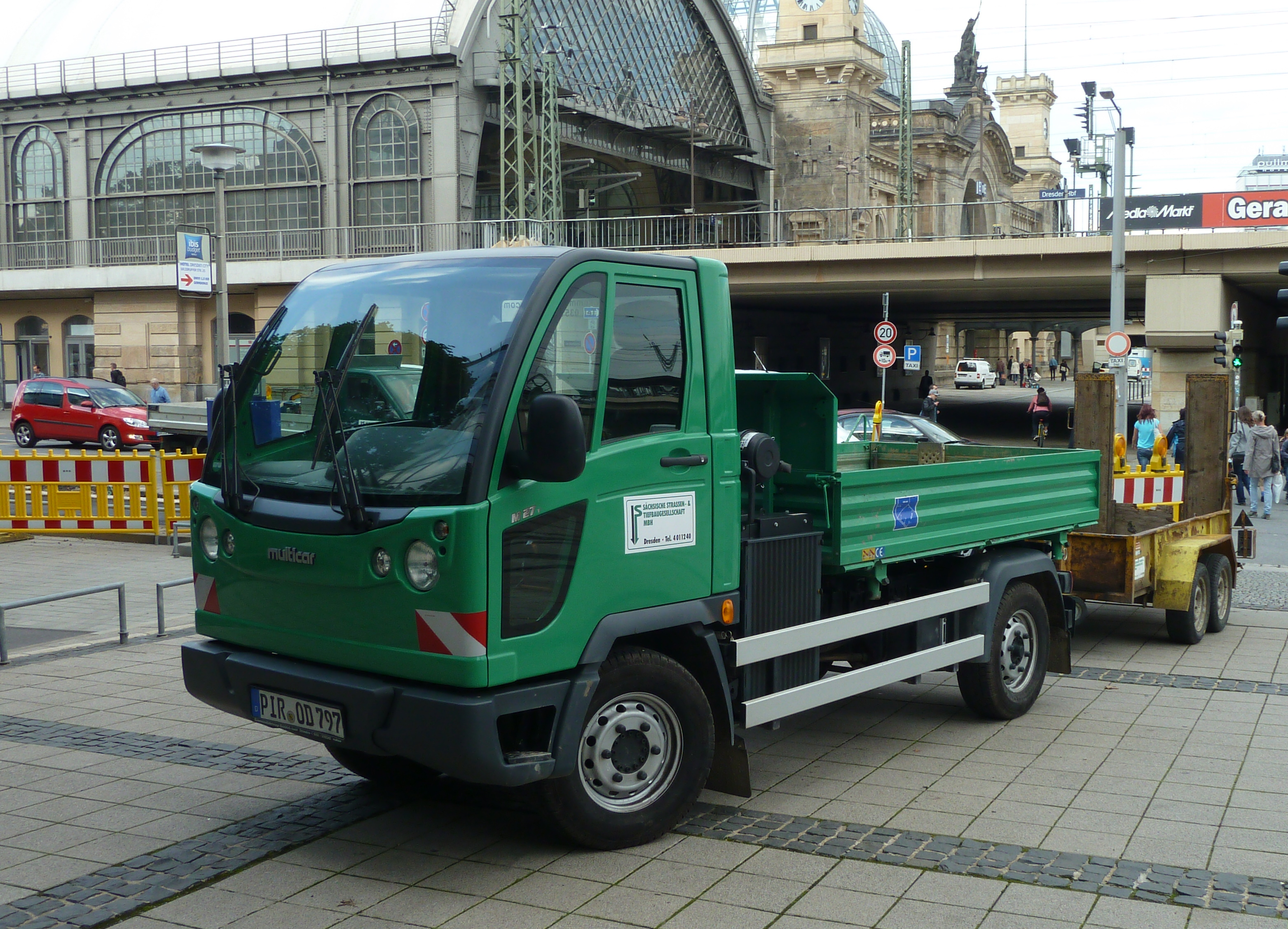
Multicar M 27
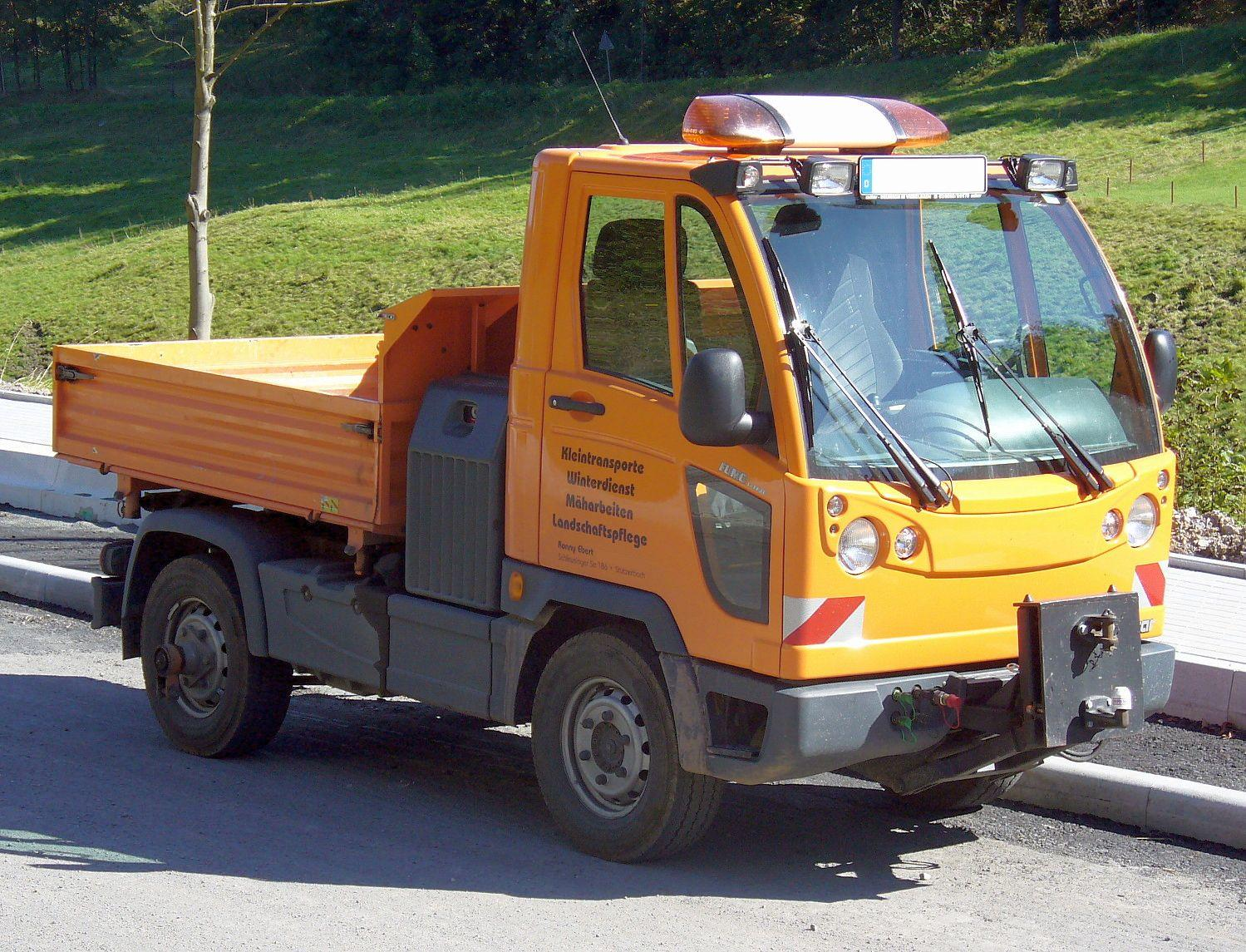
Multicar FUMO
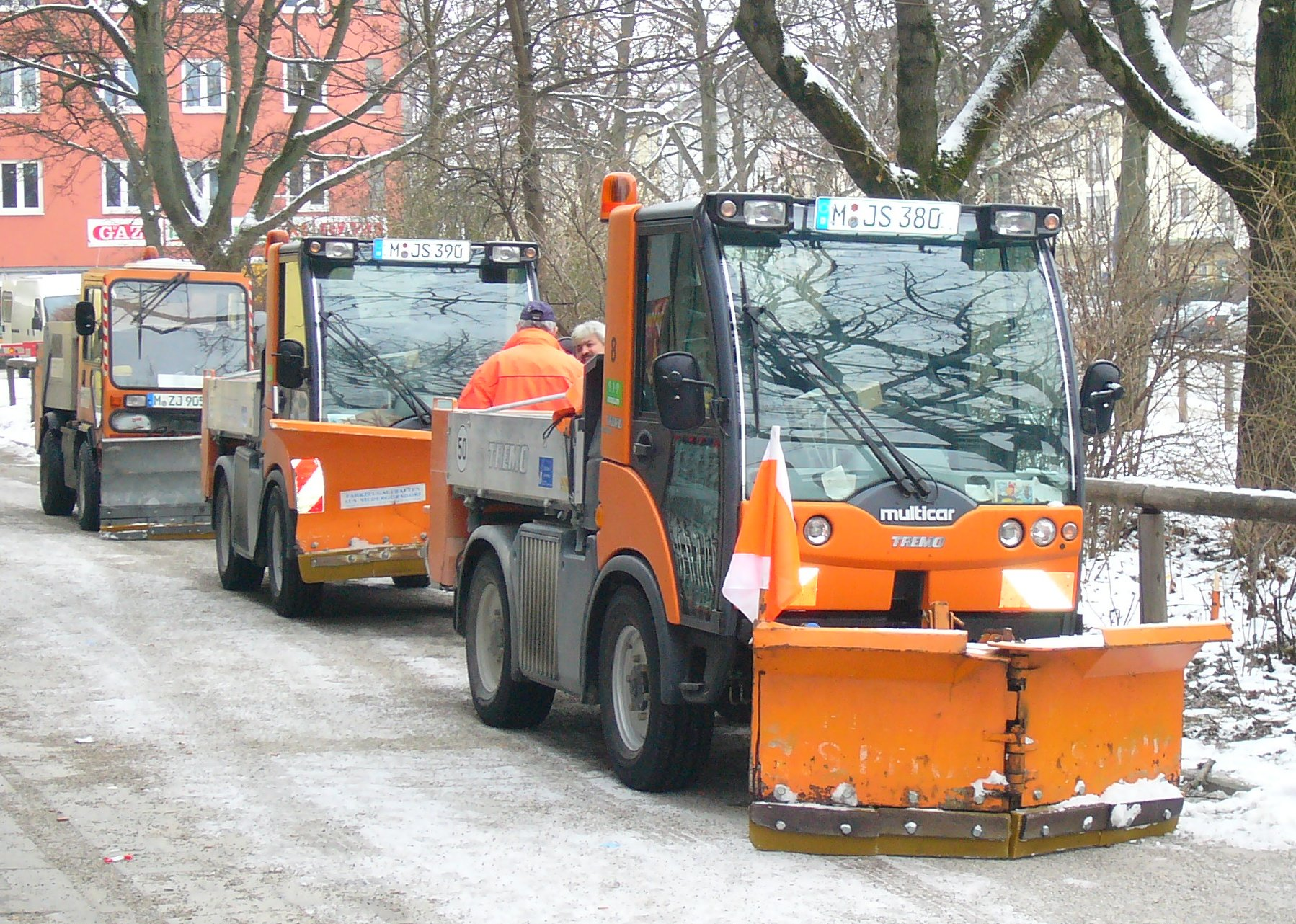
Multicar TREMO
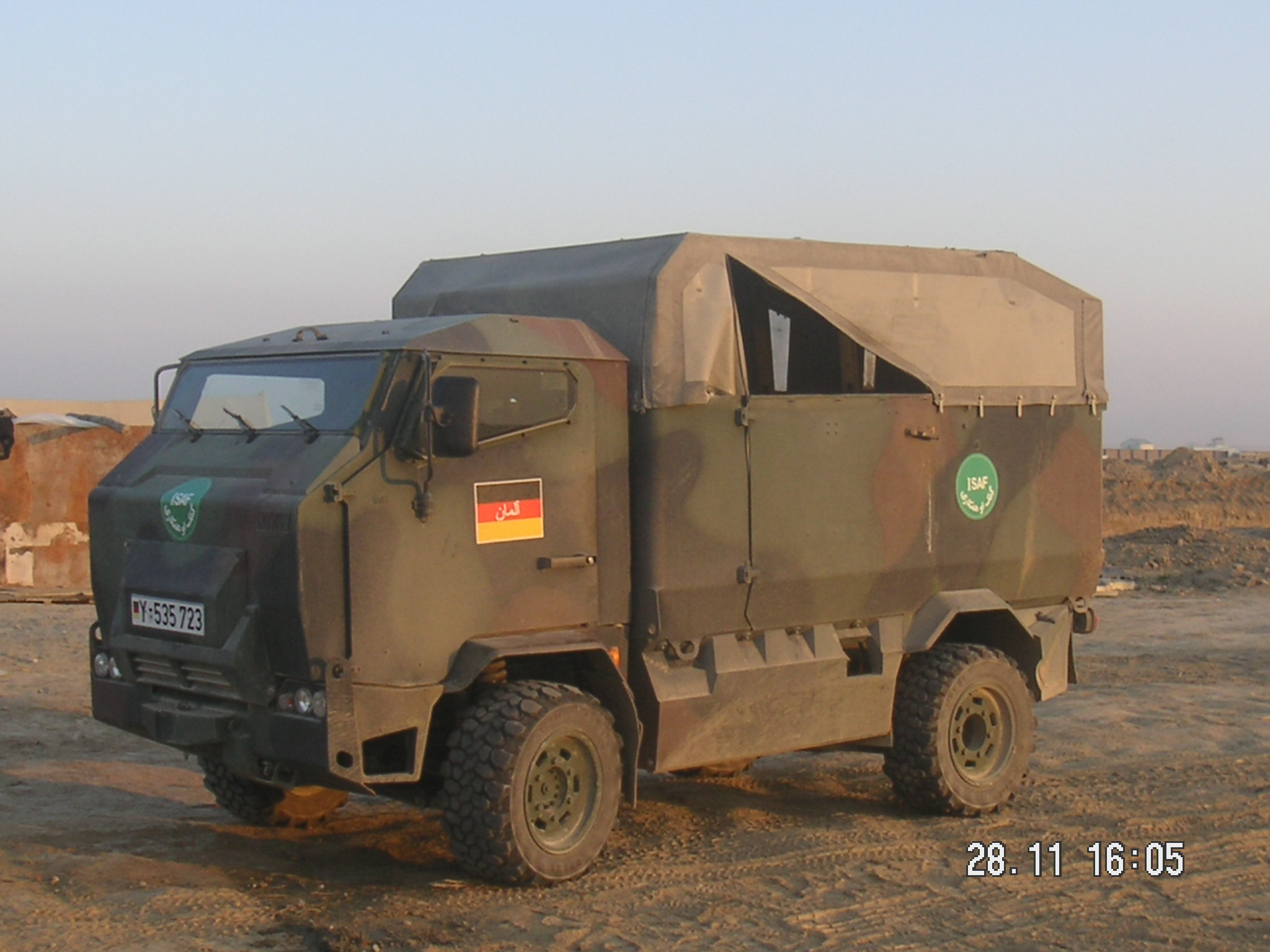
Колісний бронетранспортер Мунго ESK